# Lipnica (województwo świętokrzyskie)
Lipnica – wieś sołecka w Polsce położona w województwie świętokrzyskim, w powiecie jędrzejowskim, w gminie Małogoszcz.
W latach 1975–1998 miejscowość administracyjnie należała do województwa kieleckiego.

## Części wsi
| SIMC    | Nazwa    | Rodzaj     |
| ------- | -------- | ---------- |
| 0249248 | Brodki   | osada      |
| 0249254 | Milianów | część wsi  |
| 0249260 | Podedwór | przysiółek |
| 0249277 | Stoczki  | osada      |
| 0249283 | Żabiniec | przysiółek |

## Historia
Lipnica w wiekach średnich była własnością  Mirogniewa z Lipnicy (około 1447) herbu Półkozic. W 1540 odziedziczył ją w połowie Mikołaj Pietrasz. W 1546 część wsi od Gotarda Lipnickiego kupił Piotr – Rawicz Dębski. W 1713 właścicielem był Aleksander Lipnicki. W 1714 Lipnicę wraz z Borkami kupił Jan Laskowski herbu Korab, rejent grodzki chęciński. W rękach rodziny Laskowskich Lipnica pozostała przez cały wiek XVIII. W tym czasie właścicielem był Jan Napomucen Laskowski, który był także w posiadaniu Lasochowa, Borków, Warzyna i Wiśnicza. Wilhelm Napomucen, miecznik wojsk chęcińskich w 1776 roku, właściciel Tokarni, Lipnicy i Warzyna sprzedał Lipnicę w 1818 roku Stanisławowi Kossakowskiemu w zamianę za Tokarnię. W 1839 Lipnicę kupiła Joanna z Dębskich Kossakowska. Potem otrzymała ją w spadku Joanna z Oraczewskich Urbańska, żona Ignacego, malarza i nauczyciela w Lublinie. W 1856 nabyli wieś Franciszek i Julia Dąbscy. 
W roku 1827 Lipnica miała około 23 domy i 170 mieszkańców. Rozległość folwarku wynosiła 602 mórgi: grunty orne i ogrody zajmowały 285 mórg; łąki około 50; pastwiska 45 mórg; lasy i zarośla 200. Był jeden budynek murowany, drewnianych było 17. W okolicy występowały także pewne pokłady torfu. W roku 1867 właścicielem Lipnicy jest Teofil Dąbski i w tym samym roku sprzedaje wieś Romualdowi Kozłowskiemu i w trzy lata później odkupuje z powrotem. 
W 1890 roku Lipnicę kupuje Stanisław Tede, a w roku 1897 nabywa Adam Konarski, w kilka lat później sprzedaje Lipnicę, którą rozparcelowano w całości na początku XX wieku. Pod koniec XIX wieku wieś miała 28 siedlisk z gruntem wynoszącym 159 mórg. W 2000 Lipnica miała 82 domy i 315 mieszkańców.
Na 31 grudnia 2019, na podstawie prowadzonego przez gminę rejestru, liczba stałych mieszkańców wynosiła 294.